# 佐藤肇 (イラストレーター)
佐藤 肇（さとう はじめ）は、日本のイラストレーター。

## 作品

### 挿絵
- 幻獣ドラゴン（新紀元社）

### ゲーム美術
- ルナ（ゲームアーツ）
- アリシアドラグーン（ゲームアーツ）
- グランディア3（ゲームアーツ）
- ラグナロクオデッセイ（ゲームアーツ）

### アニメ美術
- ビッグオー（サンライズ）
- アルジェントソーマ（サンライズ）
- ウィッチハンターロビン（サンライズ）
- 鴉（タツノコ）
- ソルティ・レイ（ゴンゾ）
- シャングリ・ラ（ゴンゾ）